# Olympische Winterspiele 1972/Skilanglauf – 4 × 10 km (Männer)
Die 4 × 10-km-Skilanglaufstaffel der Männer bei den Olympischen Winterspielen 1972 fand am 13. Februar 1972 im Makomanai-Langlaufgelände in Sapporo statt. Olympiasieger wurde die sowjetische Staffel mit Wladimir Woronkow, Juri Skobow, Fjodor Simaschow und Wjatscheslaw Wedenin. Die Silbermedaille ging an die Staffel aus Norwegen, Bronze an die Schweiz.

## Daten
- Datum: 13. Februar 1972, 09:00 Uhr
- Höhenunterschied: 109 m
- Maximalanstieg: 67 m
- Totalanstieg: 313 m
- 56 Teilnehmer aus 14 Ländern, davon 52 Teilnehmer aus 13 Ländern in der Wertung

## Ergebnisse
| Platz | #  | Land / Sportler                                                                 | Zeit                                                             |
| ----- | -- | ------------------------------------------------------------------------------- | ---------------------------------------------------------------- |
| 1     | 01 | Sowjetunion Wladimir Woronkow Juri Skobow Fjodor Simaschow Wjatscheslaw Wedenin | 2:04:47,94 h 31:12,52 min 30:55,42 min 32:18,63 min 30:21,37 min |
| 2     | 04 | Norwegen Oddvar Brå Pål Tyldum Ivar Formo Johannes Harviken                     | 2:04:57,06 h 31:10,38 min 30:58,11 min 31:16,78 min 31:31,79 min |
| 3     | 05 | Schweiz Alfred Kälin Albert Giger Alois Kälin Edi Hauser                        | 2:07:00,06 h 31:54,76 min 31:40,14 min 31:13,11 min 32:12,05 min |
| 4     | 03 | Schweden Thomas Magnusson Lars-Göran Åslund Gunnar Larsson Sven-Åke Lundbäck    | 2:07:03,60 h 31:10,56 min 31:59,65 min 31:35,96 min 32:17,43 min |
| 5     | 07 | Finnland Hannu Taipale Juha Mieto Juhani Repo Osmo Karjalainen                  | 2:07:50,19 h 32:17,19 min 30:54,64 min 33:47,89 min 30:50,47 min |
| 6     | 02 | DDR Gerd Heßler Axel Lesser Gerhard Grimmer Gert-Dietmar Klause                 | 2:10:03,73 h 32:19,74 min 31:09,53 min 33:49,31 min 32:45,15 min |
| 7     | 09 | BR Deutschland Franz Betz Urban Hettich Hartmut Döpp Walter Demel               | 2:10:42,85 h 33:08,14 min 34:06,06 min 32:22,00 min 31:06,95 min |
| 8     | 08 | Tschechoslowakei Stanislav Henych Jan Fajstavr Ján Michalko Ján Ilavský         | 2:11:27,55 h 32:00,85 min 31:51,70 min 33:19,57 min 34:15,43 min |
| 9     | 06 | Italien Carlo Favre Elviro Blanc Renzo Chiocchetti Ulrico Kostner               | 2:12:07,11 h 32:43,49 min 33:13,80 min 33:29,66 min 32:40,16 min |
| 10    | 11 | Japan Hideo Tanifuji Kunio Shibata Akiyoshi Matsuoka Tomio Okamura              | 2:13:59,14 h 35:21,60 min 32:39,30 min 33:40,58 min 32:17,66 min |
| 11    | 13 | Frankreich Jean-Paul Vandel Roland Jeannerod Gilbert Faure Jean Jobez           | 2:14:35,98 h 33:35,28 min 33:00,69 min 34:35,09 min 33:24,92 min |
| 12    | 10 | Vereinigte Staaten Tim Caldwell Mike Gallagher Larry Martin Mike Elliott        | 2:14:37,28 h 33:29,43 min 33:09,56 min 34:47,78 min 33:10,51 min |
| 13    | 14 | Kanada Fred Kelly Roger Allen Jarl Omholt-Jensen Malcolm Hunter                 | 2:16:56,41 h 33:30,92 min 35:06,61 min 35:34,13 min 32:44,75 min |
| DNF   | 12 | Österreich Herbert Wachter Josef Hauser Ulli Öhlböck Heinrich Wallner           |                                                                  |